# امل دنقل
امل دُنْقُل (عربی مصری: أمل ابو القاسم دنقل؛ زاده: ۱۹۴۰ - درگذشته: ۲۱ مه ۱۹۸۳) شاعر عرب ملی مصری در خانواده صعیدیه در روستای القلعه مرکز بخش قفط در نزدیکی شهرستان قنا در منطقه صعید مصر متولد شد، وی در حالی که ۴۳ سال بیشتر نداشت درگذشت، همسر او روزنامه‌نگار، عبله الروینی بود.

## زندگی‌نامه

### تولد
اسم کامل وی عبارت است از محمد امل فهیم ابو القسام محارب دنقل، وی در سال ۱۹۴۰ در خانواده صعیدیه در روستای القلعه مرکز قفط در نزدیکی شهرستان قنا در منطقه صعید مصر متولد شد، پدر وی یکی از علمای الازهر مصر بود که تأثیر برجسته و زیادی در شکل‌گیری شخصیت امل دنقل و شعر وی داشت.
پدرش بخاطر اینکه در همان سالی که وی زاده شد پدرش موفق به دریافت گواهینامه جهانی گردید او را بنام امل دنقل نامید.

### تأثیرگذاری پدر
امل دنقل از پدرش ذوق و موهبت شعر را به ارث برد، وی خودش شعر عمودی (ستونی) می‌سرود و همچنین دارای یک کتابخانه خیلی بزرگی شامل انواع کتب فقه و شریعت و تفسیر و فرهنگ عربی بود که تأثیر زیادی در امل داشت و به وی کمک نمود تا پایه‌های اولیه محکمی را در زمینه ادبیات و شعر به دست بیاورد. امل دنقل پدر خودش را در ۱۰ سالگی از دست داد که باعث شد وی بسیار اندوهگین شود بطوریکه این غم در اشعارش نیز بچشم می‌خورد.

### تحصیلات
امل دنقل بعد از اینکه دبیرستان را در قنا به پایان رساند به قاهره نقل مکان کرد، در قاهره وی به دانشکده ادبیات رفت ولی بعد از یک سال برای اینکه کار بکند ترک تحصیل نمود.
وی به عنوان کارمند در دادگستری در شهر قنا و اداره گمرک در السویس و اسکندریه مشغول به کار شد، بعد از آن به عنوان کارمند در منطقه همبستگی آفریقا و آسیا مشغول کار شد ولی وی مستمر از کار کناره می‌گرفت و مشغول نوشتن و سرودن شعر می‌شد. مثل بیشتر اهالی الصعید شعر امل دنقل از تکان و ضربه و هراسی که در زمان ورود به قاهره برای اولین بار دچار شده‌است، تأثیر پذیرفته‌است و در تمامی شعرهای اول وی این تأثیر واضح و روشن است.

### فعالیت‌ها
برعکس خیلی از مکاتب شعری در دهه ۵۰ قصائد امل دنقل از سمبل‌های فرهنگ و ادبیات عربی الهام گرفته‌است، علت این سایه و تأثیر در اشعار وی تأثیراتی است که وی از بازگشت به فرهنگ گذشته در غرب به‌طور عام و در یونان به‌طور خاص گرفته‌است. امل دنقل هم عصر رویاهای عربی و انقلاب در مصر بوده‌است که همین کمک بسیاری در شکل‌دادن روحیات وی شده‌است و همین امر هم باعث شد که وقتی در سال ۱۹۶۷ از اسراییل شکست خوردند روحیه‌اش آسیب ببیند که خودش این آسیب دیدگی را در دو مجموعه شعری‌اش بنام «گریه بین دستان آبی کبوتر چاهی» و «تفسیر آنچه که اتفاق افتاد» به زیبایی تصویر می‌کشد.
امل دنقل در طول حیات خود هم پیروزی را به چشم خودش دید و هم شکست را و بعد از شکست وقتی که معاهده صلح نوشته و امضا شد علیه آن به همراه همه کسانی که معترض بودند اعتراض کرد، وی در همان موقع سرود که «آشتی و صلح نکن» که در آن خواسته مردم مصر را تصویر کرده‌است، این معاهده و پیمان صلح و همین‌طور حوادث ژانویه سال ۱۹۷۷ روی وی و شعر وی تأثیر زیادی داشت، بطوریکه این تأثیر را می‌توان در مجموعه شعری‌اش بنام «عهد و عصر و زمانه‌ای که دارد می‌آید» به‌طور واضح دید. همین موضع وی در مورد پروژه صلح مسبب برخوردها و درگیرهای متعددش با نیروهای حاکم بر مصر شد، به‌طور خاص اینکه اشعاری که وی گفته بود برسر زبان مردم در تظاهراتشان تکرار می‌گردید.
امل دنقل در یک قصیده بنام «الجنوبی» در آخرین مجموعه شعریش بنام «برگهای اتاق ۸» به‌خوبی مصر و استان صعید مصر و مردم آن‌ها را با زبان شعر به تصویر کشیده‌است، بطوریکه خواننده عربی شعر او از میان دیوان شعری اول او یعنی «گریه در میان دستان کبوتر آبی» که در سال ۱۹۶۹ منتشر شد می‌تواند احساس یک عرب را در رابطه با شکست ۱۹۶۷ در ذهن خودش مجسم و تصور کند.

## آثار
- «گریه در میان دستان کبوتر آبی» انتشار سال ۱۹۶۹ در بیروت
- «تفسیر آنچه که اتفاق افتاد» انتشار سال ۱۹۷۱ در بیروت
- «کشتن ماه» انتشار سال ۱۹۷۴ در بیروت
- «عهد و عصر و زمانه‌ای که دارد می‌آید» انتشار سال ۱۹۷۵ در بیروت
- «گفته‌های جدید و نو از نبرد بسوس» انتشار سال ۱۹۸۳ در قاهره
- «برگهای (یادداشتهای) اتاق ۸» انتشار سال ۱۹۸۳ در قاهره
- «گواهینامه (ترک کردن) روی ساحل دریا»

## درگذشت
امل دنقل در آخر عمرش در ۴۰ سالگی به بیماری سرطان مبتلا گردید و سه سال مستمر با این بیماری درگیر بود و دست و پنجه نرم می‌کرد، وی تمام درد و رنجی که از بیماری تحمل می‌کرد را در مجموعه آخر خودش بنام «برگهای (یادداشتهای) اتاق شماره ۸» به تصویر کشیده‌است، اتاق شماره ۸ شماره اتاق وی در مؤسسه و انستیتوی ملی بوده‌است که نزدیک به ۴ سال را در این اتاق سپری کرده بود. وی در قصیده دیگر خودش در این مجموعه بنام «تختواب» آخرین لحظات خودش و درد و رنج خودش را تصویر کرده‌است، همچنین در قصیده دیگری در همین مجموعه بنام «در برابر چه کسی» در این رابطه سروده‌است و لحظات آخر و درد و رنج بیماری را به تصویر کشیده‌است، لازم به یادآوری است که آخرین قصیده‌ای که وی سرود و منتشر کرد «الجنوبی» بود.

## تالیفات در مورد امل دنقل
- امل دنقل: موضعگیری‌ها و تجربه‌ها- از حسن الغرفی در سال ۱۹۸۵ چاپخانه الدار البیضاء (خانه سفید)
- گلچین شعرهای امل دنقل، از السماح عبدالله، کتابخانه خانواده، قاهره سال ۲۰۰۵
- الجنوبی آخرین قصیده امل دنقل – از همسر وی، عبله الروینی – کتابخانه مدبولی – قاهره ۱۹۸۵
- فرهنگ انسانی و بشری در شعر امل دنقل – از جابر قمیحة، مؤسسه چاپ وانتشارات و پخش و اعلامیه هجر – قاهره ۱۹۸۷
- در جستجوی مروارید غیرممکن – از سید البحراوی، سلسله «کتاب جدید» چاپخانه خانه فکر و اندیشه جدید – بیروت سال ۱۹۸۸
- امل دنقل امیر الشعرا ء مخالفان - کتاب المواهب از نسیم مجلی – قاهره سال ۱۹۸۶
- زیربناهای استفاده شده در شعر امل دنقل از عبدالسلام المساوی– انتشارات اتحادیه نویسندگان عرب – دمشق سال ۱۹۹۴
- الهام‌های برگرفته از قرآن کریم در شعر امل دنقل، از اخلاص فخری، چاپ و نشر دارالامین سال ۲۰۰۱ میلادی
- از چه صبحی یا عقاب بالدار: بررسی و تفحش در شعر امل دنقل از حلمی سالم
- سی سال با شعر و شعرا از رجاءللنقاش، چاپ چاپخانه سعاد الصباح سال ۱۹۹۲ میلادی، بین سال‌های ۲۲۴ تا ۲۲۵ هجری قمری